# 1264 Letaba
1264 Letaba eller 1933 HG är en asteroid i huvudbältet som upptäcktes 21 april 1933 av den sydafrikanske astronomen Cyril V. Jackson i Johannesburg. Det har fått sitt namn efter floden Letaba i nordöstra Sydafrika.
Asteroiden har en diameter på ungefär 66 kilometer.